# Lotería Primitiva de España

Logotipo de La Lotería Primitiva, de Loterías y Apuestas del Estado

La Primitiva es un juego de azar regulado por Sociedad Estatal Loterías y Apuestas del Estado (SELAE), que consiste en elegir seis números diferentes entre el 1 y el 49, con el objetivo de acertar la combinación ganadora en el sorteo correspondiente. El juego está formado por siete esferas, de las cuales seis se extraen de un bombo (Un bombo es un recipiente esférico conformado por varillas que gira sobre su propio eje, mezclando los números en el proceso) con 49 números (modalidad comúnmente conocida como 6/49) y una se extrae de otro bombo con 10 esferas (con números que van desde el 0 al 9) y que corresponde con al "reintegro". También se extrae una bola extra como número complementario.
Aquellos que jueguen a este sorteo también tienen la posibilidad de jugar con el mismo boleto, además de poder entrar a otro sorteo denominado como "Joker": A cada participante se le asigna un número de 7 cifras aleatorio y único, Después tendrás que sacar 7 números de un bombo que contiene bolas con 10 posibles resultados (Las bolas van del 0 al 9), con la condición de que cada vez que se extrae una bola, esta vuelve a ser introducida en el bombo y participa en la siguiente extracción. Si sacas los mismos 7 números y en el mismo orden que en la cifra que te dieron, habrás ganado.
La edad mínima para participar en el sorteo es de 18 años.

## Historia

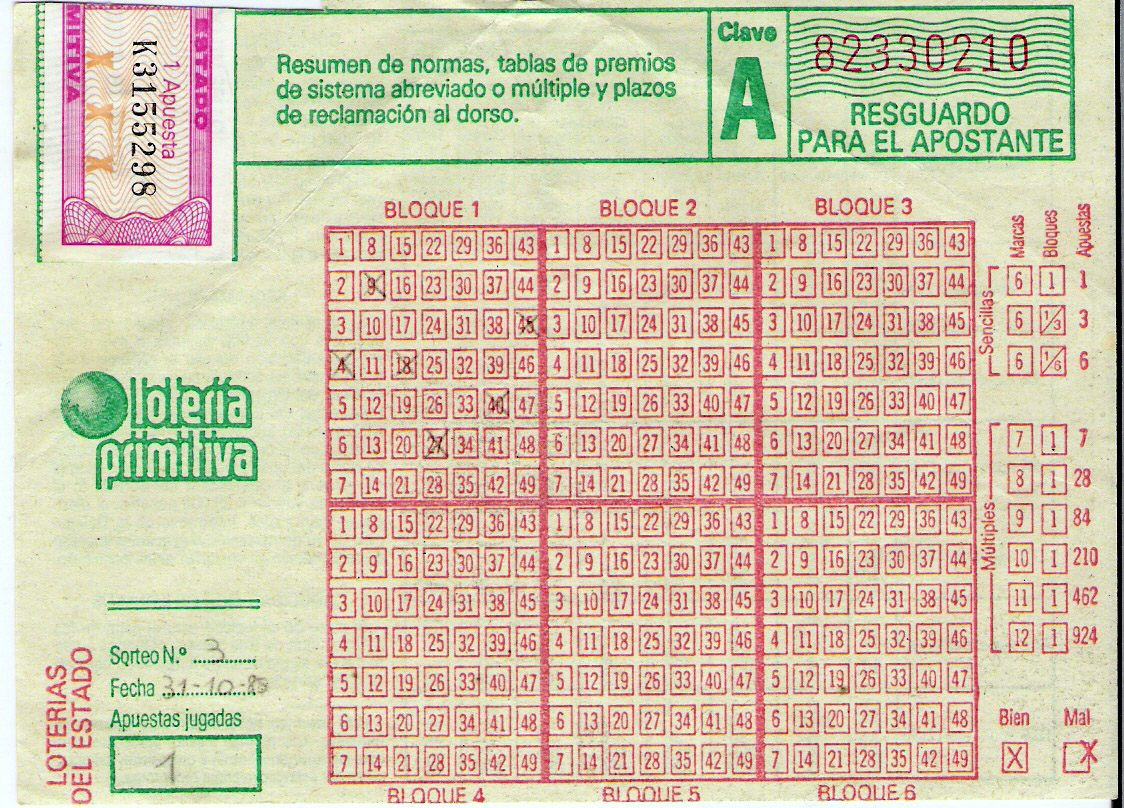
Resguardo del sorteo n.º3 de la Lotería Primitiva celebrado el 31 de octubre de 1985.

La Lotería Primitiva nació por primera vez durante el reinado de Carlos III a propuesta del Marqués de Esquilache, con el objetivo de conseguir más dinero para las arcas del Estado sin crear un nuevo impuesto. El 10 de diciembre de 1763 se celebró el primer sorteo, con un sistema muy similar al actual. En aquel sorteo se recaudaron 187.500 reales, de los cuales el 75% se destinó a premios y el resto fue para el Estado. En aquella época, esta lotería era denominada simplemente "Lotería por números". En 1812, cuando nació la modalidad de Lotería en la que los boletos tenían un número impreso, el germen de la actual Lotería Nacional de España, a esa nueva lotería se la llamó "Lotería Moderna", mientras que la Lotería por números adquirió el nombre de Lotería Primitiva. El sorteo de Lotería Primitiva continuó celebrándose hasta que el Gobierno lo suprimió en el año 1862.
Durante más de un siglo, el sorteo permaneció sin celebrarse, hasta que fue recuperado en el año 1985 por el Real Decreto 1360/1985 de 1 de agosto, publicado en el BOE del 7 de agosto de 1985, celebrándose desde aquel momento semana a semana, en un principio solo los jueves pero a partir de mayo de 1990, también los sábados. Originariamente, el precio de la apuesta era de 25 pesetas (0,15 €), que fue aumentando a lo largo del tiempo hasta el 1 € actual. En los primeros años del sorteo desde 1985 no existía la bola de reintegro, que fue añadida en junio de 1991.
En septiembre de 2012, se introdujo la posibilidad de jugar con el mismo boleto a un sorteo asociado y opcional llamado “Joker” 
Hasta noviembre de 2012, el máximo premio y el bote (si lo había) se repartía entre aquellos que hubieran acertado los 6 números extraídos del bombo de 49 bolas, aunque, desde esa fecha, el bote solo se reparte entre aquellos que acierten, al mismo tiempo, los 6 números citados y el reintegro.
El 11 de julio de 2022 comenzó a celebrarse tres días a la semana, de modo que a los sorteos de jueves y sábados se les unió el lunes.

## Reglas y premios
Se denomina participación a la realización de una apuesta basada en 6 números de entre los 49 posibles, a los que se añade un séptimo número, de reintegro, que va del 0 al 9. El precio de la participación es fijo para un sorteo determinado y ha ido evolucionando a lo largo del tiempo, siendo en enero de 2010 de 1€. Se pueden realizar apuestas más complejas, como a más de 6 números por ejemplo, que siempre se reducen a un conjunto de participaciones que se consideran independientes de cara al sorteo. A la hora de apostar se pueden escoger dos tipos de boleto: el verde, para participar en un único sorteo, el del jueves o el del sábado, y el marrón, que permite participar con la misma apuesta (y precio doble) en los dos sorteos de la semana.
En el sorteo se extraen los 6 números que formarán la combinación ganadora, y adicionalmente se extrae un séptimo número denominado "complementario". Después, de un bombo aparte se extrae otra bola, correspondiente al reintegro. Existe un escalado de premios dependiendo del número de aciertos con respecto a las bolas principales y la complementaria que coincidan con los 6 números de cada participación, y/o la de reintegro. Los premios que se reparten corresponden al 55% de la recaudación del sorteo, más posibles botes de semanas anteriores cuando alguna categoría quedara desierta por falta de acertantes. Existen varias categorías de acertantes dependiendo de los números que se aciertan:
- Categoría Especial: Acertar los seis números de la combinación ganadora y el reintegro
- 1ª Categoría: Acertar los seis números de la combinación ganadora
- 2ª Categoría: Acertar cinco números de la combinación y el número complementario
- 3ª Categoría: Acertar cinco números de la combinación
- 4ª Categoría: Acertar cuatro números de la combinación
- 5ª Categoría: Acertar tres números de la combinación

Es decir, se obtendrá premio si se aciertan, al menos, tres números. Cuando más números se acierten a partir de esos tres, de mayor categoría será el premio.
El reintegro se obtiene al acertar el número del reintegro.
Si en una misma categoría aparecieran varios acertantes, estos se repartirían el premio a partes iguales. En cuanto al número complementario, el apostante no puede marcar ningún número complementario, sino que ese número se contará dentro de los seis que elija como su combinación, y solo en el caso de que los otros cinco correspondan a la combinación principal. Es decir, el complementario solo se utiliza en la 2ª Categoría de premios.

## Días del sorteo
El sorteo de la Lotería Primitiva se celebra los lunes, jueves y sábados de cada semana (aunque al principio solo era los jueves).

## Estructura de los premios
Se destina a premios el 55 por 100 de la recaudación. Un 10 por 100 se asigna al fondo de premios para reintegro; del otro 45 por ciento se deduce el importe destinado a la 5ª categoría, resultado de multiplicar el número de apuestas acertadas de esa categoría por su premio fijo de 8 euros; y el resto se reparte entre las cinco primeras categorías, usando los porcentajes 20, 40, 6, 13, y 21, respectivamente, según lo establecido en la 
Acuerdo 15/2012 de 28 de septiembre de 2012, de Loterías y Apuestas del Estado, por el que se modifica la estructura de premios de la lotería primitiva y sus modalidades.
En la tabla siguiente se muestra para todas las categorías con premio, el número de apuestas, la probabilidad de acierto, y el reparto del importe destinado a premios según el método expuesto. En las dos últimas columnas se muestra el importe total por categoría y el premio esperado por categoría, obtenido como resultado de un teórico sorteo en el que hubieran participado todas las 13.983.816 apuestas posibles.
La diferencia con los resultados reales depende de la cantidad real de apuestas, de las apuestas repetidas, y de las que quedan sin cubrir, que condicionan la distribución de los aciertos por categoría, y en el caso de los premios de primera categoría del bote incorporado de los sorteos precedentes sin acertantes en esa categoría.
|  |                                   | Aciertos                          | Número de apuestas                                                             | Probabilidad                                                                   | Reparto premios                                                                | Porcent. s/ recaud.                                                            | Importe total categ.                                                           | Premio (medio)                                                                 |  |
|  | --------------------------------- | --------------------------------- | ------------------------------------------------------------------------------ | ------------------------------------------------------------------------------ | ------------------------------------------------------------------------------ | ------------------------------------------------------------------------------ | ------------------------------------------------------------------------------ | ------------------------------------------------------------------------------ |  |
|  |                                   |                                   |                                                                                |                                                                                |                                                                                |                                                                                |                                                                                |                                                                                |  |
|  | Apuestas Posibles                 | Apuestas Posibles                 | 13.983.816                                                                     | Recaudación estimada = 1,00 € x 13.983.816 = 13.983.816 €                      | Recaudación estimada = 1,00 € x 13.983.816 = 13.983.816 €                      | Recaudación estimada = 1,00 € x 13.983.816 = 13.983.816 €                      | Recaudación estimada = 1,00 € x 13.983.816 = 13.983.816 €                      | Recaudación estimada = 1,00 € x 13.983.816 = 13.983.816 €                      |  |
|  |                                   |                                   |                                                                                |                                                                                |                                                                                |                                                                                |                                                                                |                                                                                |  |
|  | Apuestas Premiadas                | Apuestas Premiadas                | 260.624 + 1.398.381,6 - 260.624 x 0,1 ≈ 1.632.943 (11,68% apuestas ≈ 1 / 8,56) | 260.624 + 1.398.381,6 - 260.624 x 0,1 ≈ 1.632.943 (11,68% apuestas ≈ 1 / 8,56) | 260.624 + 1.398.381,6 - 260.624 x 0,1 ≈ 1.632.943 (11,68% apuestas ≈ 1 / 8,56) | 260.624 + 1.398.381,6 - 260.624 x 0,1 ≈ 1.632.943 (11,68% apuestas ≈ 1 / 8,56) | 260.624 + 1.398.381,6 - 260.624 x 0,1 ≈ 1.632.943 (11,68% apuestas ≈ 1 / 8,56) | 260.624 + 1.398.381,6 - 260.624 x 0,1 ≈ 1.632.943 (11,68% apuestas ≈ 1 / 8,56) |  |
|  | Categoría Especial                | 6 + R                             | 0,1                                                                            | 1 / 139.838.160                                                                | 20% x ( 45% Rec - I5C) + BOTE                                                  | ≈ 6,18%                                                                        | ≈ 863.631,44 € + BOTE                                                          |                                                                                |  |
|  | 1ª categoría                      | 6                                 | 1                                                                              | 1 / 13.983.816                                                                 | 40% x ( 45% Rec - I5C)                                                         | ≈ 12,04%                                                                       | ≈ 1.727.262,88 €                                                               | ≈ 1.727.262,88 €                                                               |  |
|  | 2ª categoría                      | 5 + C                             | 6                                                                              | 1 / 2.330.636                                                                  | 6% x ( 45% Rec - I5C)                                                          | ≈ 1,80%                                                                        | ≈ 259.089,43 €                                                                 | ≈ 43.181,57 €                                                                  |  |
|  | 3ª categoría                      | 5                                 | 252                                                                            | 1 / 55.491                                                                     | 13% x ( 45% Rec - I5C)                                                         | ≈ 3,91%                                                                        | ≈ 561.360,44 €                                                                 | ≈ 2.227,62 €                                                                   |  |
|  | 4ª categoría                      | 4                                 | 13.545                                                                         | 1 / 1.032                                                                      | 21% x ( 45% Rec - I5C)                                                         | ≈ 6,32%                                                                        | ≈ 906.813,01 €                                                                 | ≈ 66,95 €                                                                      |  |
|  | 5ª categoría                      | 3                                 | 246.820                                                                        | 1 / 56,6                                                                       | I5C ≈ 8.00 x 246.820                                                           | ≈ 14,12%                                                                       | ≈ 1.974.560 €                                                                  | 8,00 € (exacto)                                                                |  |
|  |                                   |                                   |                                                                                |                                                                                |                                                                                |                                                                                |                                                                                |                                                                                |  |
|  | Reintegro                         | R                                 | 1.398.382                                                                      | 1 / 10                                                                         | 10% Rec (fondo)                                                                | 10% (fondo)                                                                    | ≈ 1.398.381,6 €                                                                | 1,00 € (exacto)                                                                |  |
|  |                                   |                                   |                                                                                |                                                                                |                                                                                |                                                                                |                                                                                |                                                                                |  |
|  | Importe total destinado a Premios | Importe total destinado a Premios | Importe total destinado a Premios                                              | Importe total destinado a Premios                                              | Importe total destinado a Premios                                              | 55%                                                                            | 7.691.098,80 €                                                                 |                                                                                |  |
|  |                                   |                                   |                                                                                |                                                                                |                                                                                |                                                                                |                                                                                |                                                                                |  |

El método empleado para hacer el reparto de premios hace que los valores que se presentan precedidos de símbolo ≈ dependan del número de acertantes de las diversas categorías, por lo que no deben considerarse exactos, sino solo valores orientativos, obtenidos como el escrutinio del sorteo teórico de 13.983.816 de apuestas, a que antes se hizo referencia.

## Cobro de premios
El cobro de los premios se hace de dos maneras diferentes dependiendo de la cantidad ganada. Los premios con importe inferior a 2000€ podrán hacerse efectivos en cualquier establecimiento de Loterías y Apuestas del Estado.
Los premios que superen los 2000€ solo se podrán hacer efectivos en Entidades Bancarias colaboradoras de Loterías y Apuestas del Estado.

## Probabilidades de acertar
Cada apuesta se hace seleccionando 6 números de una tabla de 49 números (del 1 al 49), más otro, independiente de los anteriores, que va desde el 0 al 9 y que corresponde con el reintegro.
En el sorteo se extraen en total ocho números, de dos bombos. En primer lugar se extraen 6 de entre los 49 números que determina los premios de primera, tercera, cuarta y quinta categoría, así como una parte de la categoría especial. Para determinar los premios de segunda categoría se extrae, de entre los 43 restantes, un séptimo número, el complementario. Además, de un bombo diferente, con 10 números (del 0 al 9), se extrae un octavo número para determinar el premio por reintegro, así como la otra parte de la categoría especial. 
Así pues, teniendo en cuenta que cada apuesta simple consta de 6 números elegidos entre 49 y el reintegro, el número de apuestas diferentes posibles en este juego es combinaciones de 49 elementos elegidos de 6 en 6 -que son 13.983.816 posibles combinaciones-, por las combinaciones de 10 elementos elegidos de 1 en 1 -que son 10 posibles combinaciones-. La probabilidad de acertar la única combinación ganadora es, por tanto, 1 entre 139.838.160 (13.983.816 x 10).
En la tabla siguiente se muestran el número de apuestas diferentes de todas las categorías (según el número de aciertos), la fórmula empleada para obtener dicho número y la probabilidad respectiva. También se muestra, cuántas de las 139.838.160 posibles apuestas diferentes, reciben premio de algún tipo, y cuantas no lo reciben. Las apuestas premiadas sólo por la vía del reintegro, que son aproximadamente un 10%, se contabilizan aparte, pues en realidad responden a un sorteo independiente.
|  |                       | Aciertos              | Fórmula combinatoria           | Número de apuestas | Probabilidad    |  |
|  | --------------------- | --------------------- | ------------------------------ | ------------------ | --------------- |  |
|  |                       |                       |                                |                    |                 |  |
|  | Apuestas Posibles     | Apuestas Posibles     | C(49,6) X 10                   | 139.838.160        | 1 / 139.838.160 |  |
|  |                       |                       |                                |                    |                 |  |
|  | Apuestas Premiadas    |                       |                                |                    |                 |  |
|  | categoría ESPECIAL    | 6 + 1                 | C(6,6) x C(43,0)               | 1                  | 1 / 139.838.160 |  |
|  | 1ª categoría          | 6                     | C(6,6) x C(43,0) X 9           | 9                  | 1 / 15.537.573  |  |
|  | 2ª categoría          | 5 + C                 | C(6,5) x C(1,1) x C(42,0) X 10 | 60                 | 1 / 2.330.636   |  |
|  | 3ª categoría          | 5                     | C(6,5) x C(42,1) X 10          | 2520               | 1 / 55.491      |  |
|  | 4ª categoría          | 4                     | C(6,4) x C(43,2) X 10          | 135.450            | 1 / 1.032       |  |
|  | 5ª categoría          | 3                     | C(6,3) x C(43,3) X 10          | 2.468.200          | 1 / 56,6        |  |
|  | Apuestas NO Premiadas |                       |                                |                    |                 |  |
|  |                       | 2                     | C(6,2) x C(43,4) X 10          | 18.511.500         | 1 / 7,5         |  |
|  |                       | 1                     | C(6,1) x C(43,5) X 10          | 57.755.880         | 1 / 2,4         |  |
|  |                       | 0                     | C(6,0) x C(43,6) X 10          | 60.964.540         | 1 / 2,3         |  |
|  |                       |                       |                                |                    |                 |  |
|  | Resumen               |                       |                                |                    |                 |  |
|  | Apuestas Premiadas    | Apuestas Premiadas    | Apuestas Premiadas             | 2.606.240          | 1 / 53,6        |  |
|  | Apuestas No Premiadas | Apuestas No Premiadas | Apuestas No Premiadas          | 137.231.920        | 1 / 1,02        |  |
|  | Total apuestas        | Total apuestas        | Total apuestas                 | 139.838.160        |                 |  |
|  |                       |                       |                                |                    |                 |  |
|  | Reintegro             |                       |                                |                    |                 |  |
|  |                       |                       | C(49,6)                        | 13.983.816         | 1 / 10          |  |
|  |                       |                       |                                |                    |                 |  |

El razonamiento seguido para obtener el número de apuestas premiadas de cada categoría se expone a continuación, empleando, para facilitar la comprensión, la cuarta categoría, 4 aciertos. Para obtener la cantidad de apuestas premiadas hay que ver que el conjunto de 6 números de cada apuesta premiada se ha de formar con 4 números cualesquiera de los 6 de la combinación ganadora, y 2 números cualesquiera de los 49 - 6 = 43 restantes números que no forman parte de la combinación ganadora (entre los que se incluye el complementario). El primer grupo tiene combinaciones de 6 elementos elegidos de 4 en 4, es decir 15 elementos, y el segundo combinaciones de 43 elementos elegidos de 2 en 2, es decir 903 elementos. El producto de estas dos cantidades, 13.545, es el número de apuestas de la 4ª categoría.
Para obtener el número de apuestas premiadas de la segunda y tercera categoría, el razonamiento es ligeramente diferente. Hay que tener en cuenta la presencia necesaria del número complementario en todas las combinaciones de la segunda categoría, y la exclusión de las apuestas de segunda categoría entre las de tercera. Por último, como comprobación puede verse que la suma de las apuestas de todas las categorías es el número total de apuestas posibles 13.983.816.
El número total de apuestas que se juegan, a comienzos de 2012, oscila entre 13,5 y 15,0 millones de apuestas, que si se jugaran cubriendo todas las 13.983.816 posibles apuestas, haría que en cada sorteo hubiera al menos un acertante de la máxima categoría. Como eso no es así, y los jugadores eligen, sin buscarlo, apuestas repetidas, y dejan por tanto otras sin cubrir, lo usual es que haya varios sorteos sin acertante de la máxima categoría, generadores de bote, o sorteos con varios acertantes de esa categoría (el 12 de marzo de 2012 hubo 6 acertantes).

## Los mayores premios repartidos en Primitiva
| Rango | Fecha      | Ganancia en euros |
| ----- | ---------- | ----------------- |
| 1     | 15/10/2015 | 101.724.559       |
| 2     | 22/08/2024 | 88.199.463        |
| 3     | 03/01/2019 | 79.448.758        |
| 4     | 30/07/2016 | 67.041.919        |
| 5     | 03/08/2013 | 66.601.720        |
| 6     | 03/04/2021 | 63.143.433        |
| 7     | 31/07/2023 | 56.683.849        |
| 8     | 23/11/2017 | 45.785.634        |
| 9     | 19/02/2015 | 44.147.399        |
| 10    | 02/01/2016 | 42.953.761        |
| 11    | 07/08/2021 | 39.696.830        |
| 12    | 07/10/2023 | 38.893.698        |
| 13    | 19/02/2024 | 37.264.160        |
| 14    | 07/01/2023 | 36.061.492        |
| 15    | 22/05/2014 | 36.016.492        |
| 16    | 22/02/2014 | 35.642.627        |
| 17    | 29/04/2017 | 33.482.033        |
| 18    | 06/08/2020 | 32.903.289        |
| 19    | 01/02/2020 | 32.354.332        |
| 20    | 26/07/2014 | 31.817.325        |
| 21    | 22/11/2014 | 31.597.063        |

(Última actualización: 18/09/2024)
El jueves, 15 de octubre de 2015 un único y afortunado acertante de categoría especial (6 aciertos más el reintegro) y de primera categoría (6 aciertos) obtuvo el bote más grande repartido en toda la historia de la lotería primitiva, más de 101 Millones de Euros (101.724.559,10€).
El boleto, una apuesta automática para un solo sorteo, de ocho apuestas y con un coste de 8€, fue sellado en la administración de Loterías número 328 de Barcelona, situada en el número 81 de la calle Pere IV.

## Impuestos de La Primitiva
En 2012, la situación económica española estaba muy comprometida hasta tal punto que España el rescate de la banca por parte de la Unión Europea y el Fondo Monetario Internacional. En aquel momento, la búsqueda de ingresos adicionales para tratar de corregir los desequilibrios que estaban afectando a la economía era la obsesión del por aquel entonces ministro de Hacienda, Cristóbal Montoro.
Mediante la ley 16/2012 del 27 de diciembre de 2012 se introdujeron "diferentes medidas en el ámbito tributario con el fin de consolidar las finanzas públicas y, de este modo, corregir lo antes posible los principales desequilibrios que afectas a la economía española". Una de esas medidas era el hecho de gravar los premios derivados de los premios de la Lotería, entre ellos los de La Primitiva.
La ley entra en vigor el primer día del año 2013 y a partir de entonces los premios de la lotería estarían sujetos a un gravamen del 20%. Sin embargo, una parte de los mismos siempre quedaría exenta. Desde 2013 hasta 2020, la cantidad exenta ha ido variando hasta la configuración actual tal y como recoge la Agencia Tributaria.
Lejos ha quedado 2012 y la sociedad ha avanzado hasta el punto de que existen empresas que ofrecen seguros que cubren estos impuestos. Estos seguros consisten en el pago de una prima por apuesta y, si la apuesta asegurada coincide con un premio sujeto a impuestos de La Primitiva, la compañía aseguradora te devolvería el dinero de los impuestos.

## Otros métodos de juego
En la Primitiva, al igual que en Euromillones y la Bonoloto, también se pueden jugar apuestas múltiples.
Las formas de jugar varias apuestas sin necesidad de utilizar un boleto para cada una de ellas se denominan apuestas múltiples o método múltiple. Los terminales de Loterías y Apuestas del Estado admiten boletos con 5, 7, 8, 9, 10, y 11 números marcados, para jugar a la vez todas las combinaciones de los números seleccionados. El número de apuestas que se juegan en cada caso, y los premios correspondientes pueden consultarse en la parte posterior de los impresos utilizados para rellenar las apuestas manualmente. Por ejemplo, marcar 8 números equivale a jugar C(8,6) = 28 apuestas, y si se aciertan 5 números de la combinación ganadora se obtienen 3 premios de 3ª categoría, 15 premios de 4ª categoría y 10 premios de 5ª categoría.
En el boleto oficial de la Primitiva se puede jugar la apuesta normal, que se compone de 6 números, y también se pueden jugar las múltiples de 7, 8, 9, 10 y 11. Aparte de estas apuestas, también existe la posibilidad de jugar en un boleto oficial 5 números, siendo ésta una apuesta múltiple en la cual siempre el número que falta está automáticamente acertado. El precio de estas apuestas quedaría de este modo:
- La múltiple de 5 números de la primitiva cuesta 44€ (44 apuestas)
- La múltiple de 7 números de la primitiva cuesta 7€ (7 apuestas)
- La múltiple de 8 números de la primitiva cuesta 28€ (28 apuestas)
- La múltiple de 9 números de la primitiva cuesta 84€ (84 apuestas)
- La múltiple de 10 números de la primitiva cuesta 210€ (210 apuestas)
- La múltiple de 11 números de la primitiva cuesta 462€ (462 apuestas)

Algunos jugadores, para no hacer frente a tan alto coste económico, decide compartir sus apuestas por medio de una peña que luego reparte los premios entre los apostantes.
Hay muchas más probabilidades de acertar en una múltiple que en una apuesta sencilla, y al acertar una apuesta en una múltiple también se aumentan los premios, aunque estos extremos quedan compensados al pagar más.
Hay otras formas de jugar que permiten hacer otro tipo de apuestas múltiples (7,8,9,10.... hasta 49 números) por menos dinero que el que se requiere para jugar todas las combinaciones de esos números; se denominan desarrollos condicionados o reducidos. Estas apuestas múltiples reducidas no se pueden jugar directamente en los terminales de LAE, por lo que los boletos suelen ser preparados por especialistas, generalmente empleando programas de ordenador. Quienes propugnan estos métodos dicen que las probabilidades del premio mayor se mantienen inalterables pero las de premios menores aumentan considerablemente.

## JOKER
A partir del domingo 23 de septiembre del año 2012, al realizar una apuesta de La Primitiva se ofrece la posibilidad de jugar al JOKER, un sorteo asociado. En cada sorteo del JOKER se introducen, en un bombo, diez bolas numeradas del 0 al 9. Aleatoriamente se extrae la primera bola, cuya cifra será la unidad del millón. Acto seguido se introduce la bola extraída en el bombo y se extrae una segunda, cuya cifra será la centena de millar. Este proceso de extracción-introducción se repite cinco veces más con el fin de obtener un número de siete cifras comprendido entre el 0.000.000 y el 9.999.999 cuyas cifras tendrán el mismo orden (de izquierda a derecha) que las extraídas en el sorteo. 
Pongamos un ejemplo: En la primera extracción sale el número 2. Tras introducir dicha bola en el bombo y sacar la segunda, sale el número 0. Tras hacer lo mismo otra vez, sale el 4, y tras repetir el mismo proceso cuatro veces más, aparecen los números 0, 4, 4 y 9. El número ganador del Joker es el 2040449 para ese sorteo. 
A continuación se resumen las categorías de premios del JOKER en función de los números acertados (empezando por los del lado derecho). Para facilitar la tarea, se pondrá como ejemplo el número 2040499. El importe destinado a cada categoría del JOKER no depende de la recaudación obtenida para cada sorteo (los premios son fijos):
- Primera: Si se aciertan las 7 cifras (2040499). Premio de 1.000.000 de euros.
- Segunda: Si se aciertan las 6 últimas cifras (x040499). Premio de 100.000 euros.
- Tercera: Si se aciertan las 5 últimas cifras (xx40499). Premio de 10.000 euros.
- Cuarta: Si se aciertan las 4 últimas cifras (xxx0499). Premio de 1.000 euros.
- Quinta: Si se aciertan las 3 últimas cifras (xxxx499). Premio de 100 euros.
- Sexta: Si se aciertan las 2 últimas cifras (xxxxx99). Premio de 10 euros.

Sin embargo, a partir del 25 de octubre de 2018, en el sorteo número 85 de la Primitiva, se cambiaron los premios del JOKER, haciendo que ahora hubiera más premios que antes Para facilitar la tarea, se volverá a poner como ejemplo el 2040499:
- Primera: Si se aciertan las 7 cifras (2040499). Premio de 1.000.000 de euros.
- Segunda: Si se aciertan las 6 primeras (204049x) o últimas cifras (x040499). Premio de 10.000 euros.
- Tercera: Si se aciertan las 5 primeras (20404xx) o últimas cifras (xx40499). Premio de 1.000 euros.
- Cuarta: Si se aciertan las 4 primeras (2040xxx) o últimas cifras (xxx0499). Premio de 300 euros.
- Quinta: Si se aciertan las 3 primeras (204xxxx) o últimas cifras (xxxx499). Premio de 50 euros.
- Sexta: Si se aciertan las 2 primeras (20xxxxx) o últimas cifras (xxxxx99). Premio de 5 euros.
- Séptima: Si se acierta la primera (2xxxxxx) o la última cifra (xxxxxx9). Premio de 1 euro.

Para jugar al JOKER al validar una apuesta de La Primitiva hay que seleccionar la casilla JOKER en el boleto o bien solicitarlo al vendedor a la hora de realizar una apuesta automática. El terminal que expida el boleto le imprimirá aleatoriamente un número de siete cifras comprendido entre el 0.000.000 y el 9.999.999. Sólo se puede hacer una apuesta del JOKER por boleto (por lo que si se quieren realizar más se deben generar más boletos independientes) y el precio de cada una de ellas de un euro. Así, si en un boleto hay una apuesta de La Primitiva (con un euro de coste) y tiene la cifra del JOKER, el importe final del boleto será de dos euros. Se puede apostar al JOKER en la modalidad diaria (en cuyo caso el número imprimido será válido sólo para el sorteo para el que se haya generado el boleto) y en la semanal (el número del JOKER imprimido será válido para los dos sorteos semanales y el boleto costará dos euros más). No es posible realizar apuestas manuales para el JOKER ni tampoco apuestas múltiples.

## La Primitiva en televisión
En 1990, TVE emitió El Primijuego, un programa presentado por Teresa Viejo desde el Salón de Sorteos de Loterías en el que además de ofrecer en directo el sorteo de la Primitiva y dar información de los sorteos de Loterías y Apuestas del Estado, se realizaba un concurso. En este programa se entregaría en 1994 el que hasta esa fecha fue el mayor premio de la historia de la televisión, cien millones de pesetas. En 2005 se celebró el 20 aniversario de la nueva Lotería Primitiva con un sorteo especial apadrinado por Concha Velasco y Jorge Fernández. El premio récord de la Lotería Primitiva a un único acertante es de 19,6 millones de euros, entregado el año 2006. Actualmente, los sorteos de Lotería Primitiva se emiten en falso directo los jueves a través de La 2 dentro del programa La suerte en tus manos que emite a lo largo de la semana todos los sorteos de Loterías y Apuestas del Estado, presentado por Silvia Salgado.

## Adquisición de boletos
La adquisición de los boletos para participar en La primitiva se puede en los administradores de loterías, desde la página web de Loterías y apuestas del estado o con proveedores avalados como Eduardo Losilla.